# Gartnait II dos Pictos
Gartnait, filho de Domelch (morto circa 599) foi um rei dos pictos.
A Crônica dos Pictos, que lista os reis contidos no manuscrito Poppleton, tem Gartnait sucedendo Bridei, filho de Maelchon cuja morte c. 584 é registrado pelos anais irlandeses. A morte de Gartnait está anotada nos Anais de Tigernach c. 599 e as listas de reis registra Nechtan Uerb Nepos como seu sucessor.
Algumas versões da lista de reis associa Gartnait com a fundação do mosteiro de Abernethy, Perth and Kinross, embora outras variantes associem isto com Nechtan nepos Uerb ou o nome semelhante do rei pré-histórico Nechtan, filho de Erp.
John Bannerman propôs que este Gartnait deveria ser identificado como filho de Áedán mac Gabráin encontrado nas genealogias conhecidas como Cethri Primchenela dail Riata ligado ao Senchus fer n-Alban, e, além disso com o Gartnait cujos parentes estavam ativos na ilha de Skye durante os séculos VII e início do século VIII. T. F. O'Rahilly já havia rejeitado a identificação de "Gartnait, filho de Áedán"  com o epônimo da tribo de Skye que é chamado de Gartnait, filho de Accidán nos anais irlandeses. O estudo mais recente, por James Earle Fraser rejeita a existência de Gartnait, filho de Áedán, pura e simplesmente, presumindo que essa pessoa tenha sido uma ficção genealógica criada no início do século VIII para reforçar as ambições dos Cenél nGartnait, descendentes de Gartnait, filho de Accidán, para governar em Kintyre.